# Quarta pagina
Quarta pagina è un film italiano del 1943 diretto da Nicola Manzari.
La pellicola risulta oggi non reperibile.

## Trama
Un irreprensibile impiegato di banca scompare con una grossa somma e l'assicurazione affida il caso ad un suo collaboratore legale che indaga con l'aiuto della segretaria Valentina. I due trovano nell'abitazione dello scomparso diverse lettere di una sconosciuta e un ritaglio di annunci apparsi su un quotidiano a cui rispondono. Dagli incontri che ne seguono emergono le vicende, comiche o drammatiche, di una varia umanità: un ex detenuto, una sfiorita impiegata di un Banco Lotto, un giovane timido succube di una madre prepotente,  un anziano viveur decaduto. C'è anche un severo professore di zoologia il cui annuncio è solo uno scherzo dei suoi studenti.
Alla fine nessuna di queste vicende dà la soluzione del caso. L'avvocato e Valentina scoprono che è stato l'insospettabile bancario a sottrarre la somma, anche se con l'attenuante di voler aiutare una figlia - la misteriosa donna delle lettere - di cui solo da poco aveva scoperto l'esistenza e che stava per uscire dal collegio senza mezzi. Nonostante l'arresto del padre costei trova l'affetto e la sicurezza nel matrimonio con un giovane professore. Lieto fine e matrimonio anche per l'avvocato e Valentina.

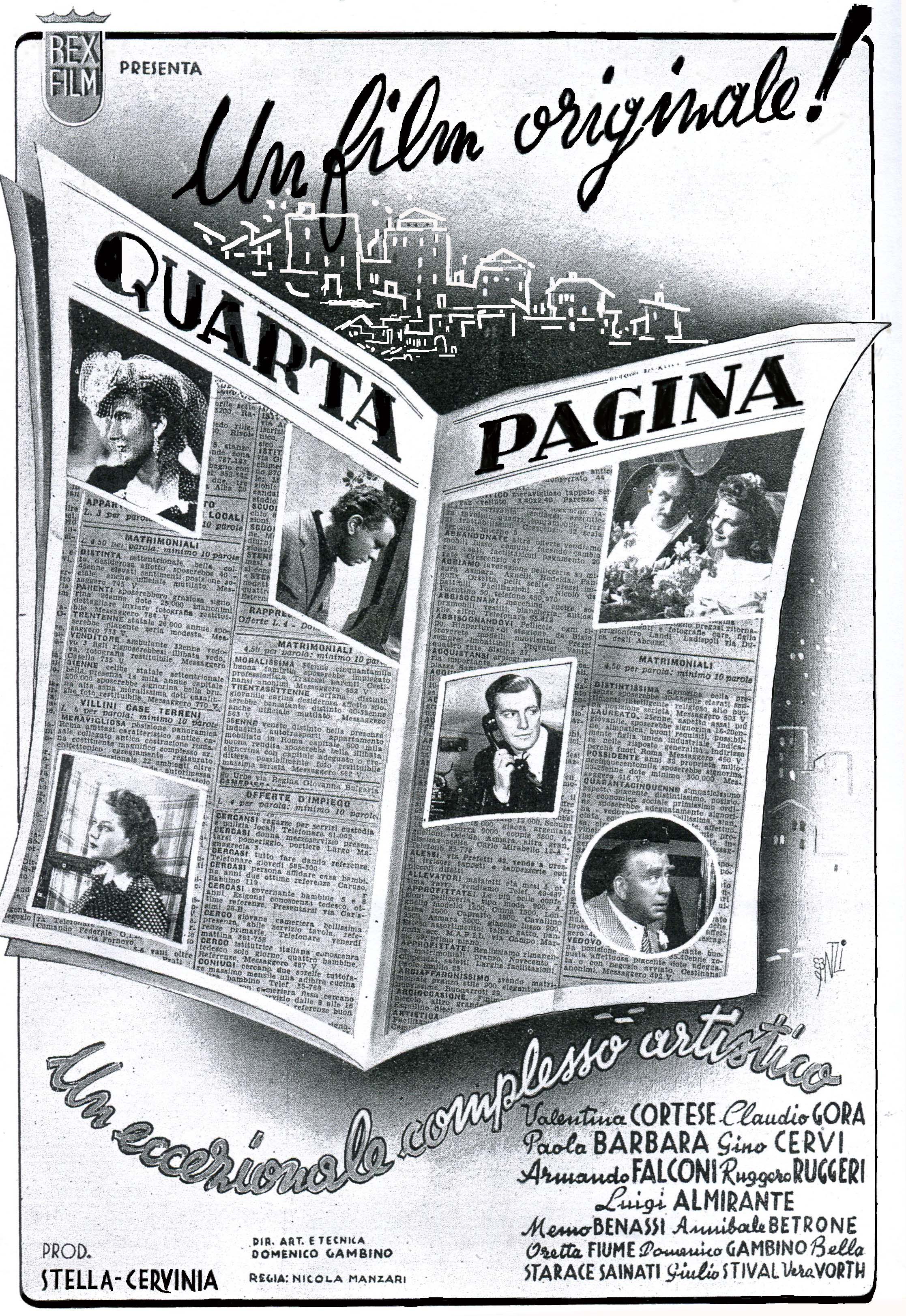
La promozione del film sui periodici dell'epoca

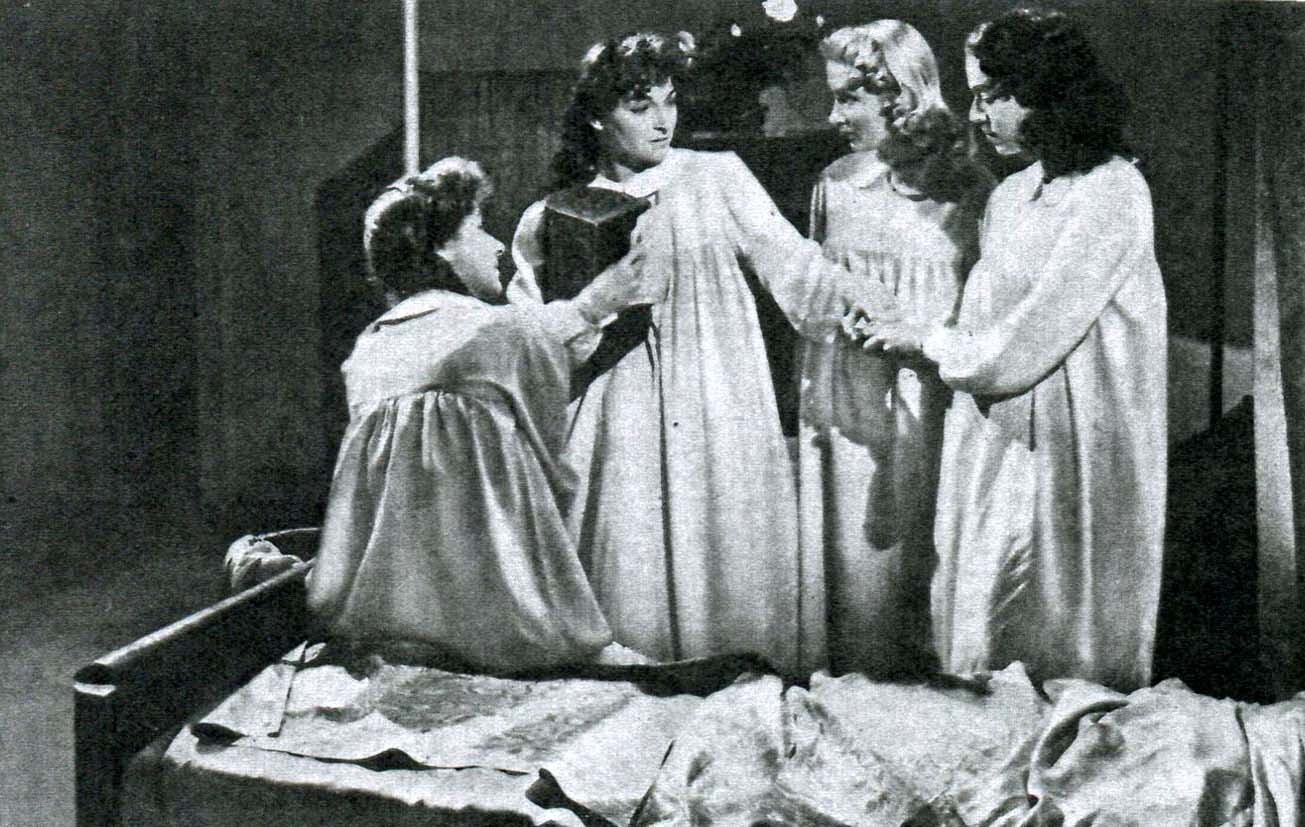
Foto di scena. Al centro Oretta Fiume

## Produzione

### Sceneggiatura
Quarta pagina (il titolo riprende il fatto che all'epoca era la pagina dei quotidiani con gli annunci matrimoniali), è basato su un soggetto scritto da Piero Tellini e Federico Fellini, presentati rispettivamente come «uno dei nostri giovani soggettisti più apprezzati ed un noto umorista, più noto con il nome di "Federico"». La vicenda ideata dai due soggettisti prevedeva una sorta di film ad episodi, per ognuno dei quali la sceneggiatura venne affidata ad autori diversi (da qui il nutrito elenco di nominativi), ma uniti da un esile filo conduttore costituito dall'indagine messa in atto dal legale e dalla sua segretaria; una soluzione che fu presentata come «il film delle innovazioni».  La tenue trama di indagine presentata dal film rispondeva all'avversione dichiarata dal regime per le vicende "gialle" o gangsteristiche di impronta americana a vantaggio di una produzione di genere di stampo italiano.
Il film fu realizzato presso gli studi Fert di Torino, che conobbero nei primi anni quaranta una breve rinascita, con esterni girati nel Parco del Valentino. La lavorazione iniziò nei primi giorni del maggio 1942 per concludersi alla fine di luglio dello stesso anno. Fu l'unico film realizzato nel 1942 dalla "Cervinia film", che aveva da poco assorbito la "Stella film" (che due anni prima aveva prodotto Un'avventura di Salvator Rosa). Non si trattò di una esperienza fortunata perché, dopo aver prodotto un secondo film di scarso successo, la società fallì nell'aprile del 1944.
L'ambizione produttiva di riunire in una sola pellicola un grande numero di attori ed attrici di forte popolarità fece presentare  Quarta pagina come «il film degli assi», dato che ogni episodio - o meglio "segmento di storia" - ruotava attorno ad uno o due interpreti. Venne quindi allestito «uno stuolo di attori che sarebbe sufficiente a realizzare almeno dieci film, tanto che è stato difficile riunirli tutti a Torino nei giorni stabiliti a causa dei rispettivi impegni». Gli unici due che presero parte a tutto il film furono l'ormai affermato Claudio Gora e la diciottenne Valentina Cortese, qui in uno dei suoi primi ruoli di rilievo.

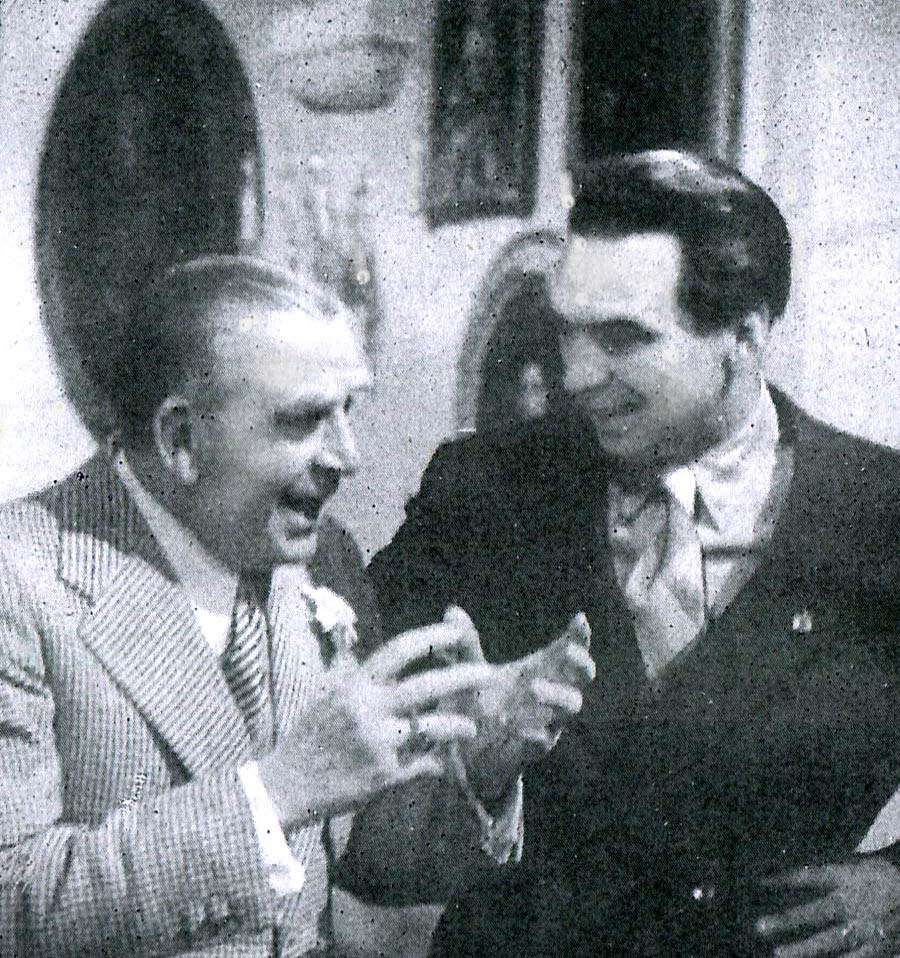
Sul set di Quarta pagina: Armando Falconi ed il regista Nicola Manzari

In alcune testimonianze è stato messo in dubbio che Manzari (già collega di Fellini nelle trasmissioni radiofoniche all'EIAR) abbia effettivamente curato la regia, che sarebbe stata invece di Domenico Gambino. Resta controversa anche la partecipazione di Fellini al set di Torino, negata dall'interessato, ma confermata nella testimonianza della Cortese, secondo la quale egli era il regista "de facto" del film, ed interveniva nelle scene aggiustando il testo della sceneggiatura «con un viso scanzonato pieno di simpatia, intelligenza, genialità».

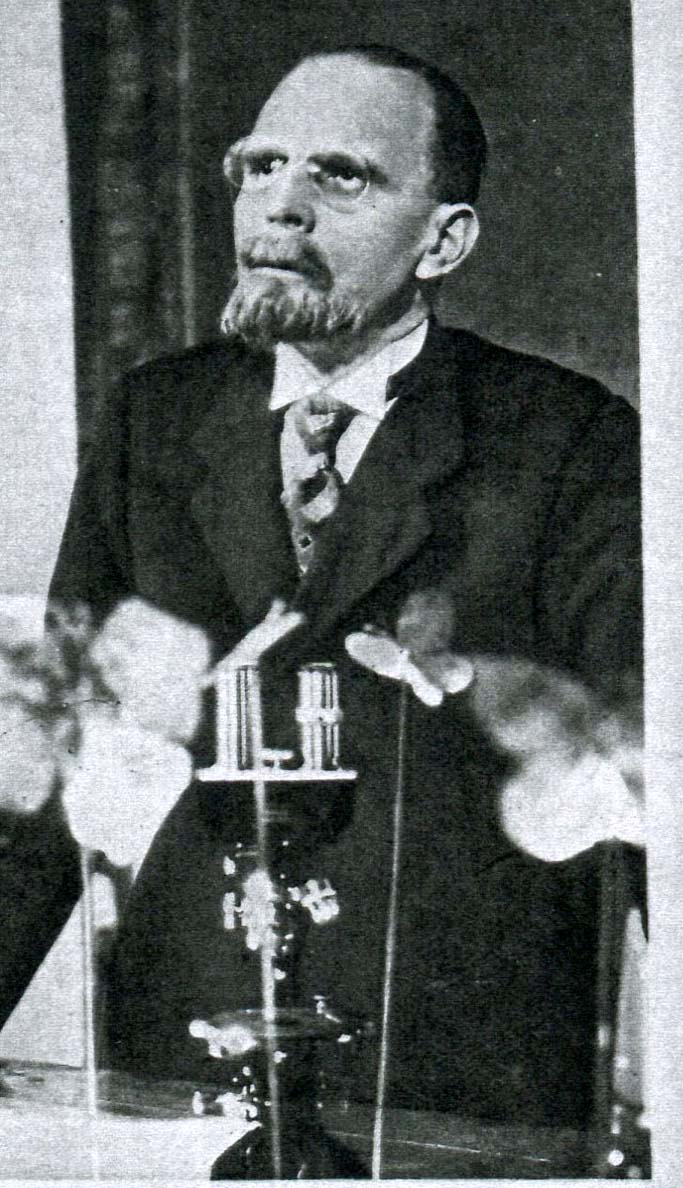
Sergio Tofano in una scena del film

## Accoglienza
Nonostante la lavorazione fosse terminata nell'estate del 1942, e la prima proiezione sia datata 17 dicembre 1942, il film non circolò nelle sale che a partire dal marzo 1943, quando ormai l'Italia stava precipitando verso un periodo storico difficile e tormentato. Contraddicendo le enfatiche presentazioni che ne profetizzavano un ruolo da «caposcuola sulla strada del primato qualitativo della cinematografia italiana indicato dal "Rapporto sul cinema" del Ministro della cultura popolare Pavolini», Quarta pagina non ebbe dalla critica un'accoglienza particolarmente positiva, anche se la presenza nel cast di tanti attori popolari gli assicurò comunque un esito commerciale discreto.
Considerato il difficile periodo in cui apparve i commenti critici disponibili non sono numerosi, ma quelli espressi non manifestarono particolari apprezzamenti per un film con episodi «tutti senza persuasione, realizzati con l'aria di volersi sbrigare in fretta, in cui soltanto Gora e la Cortese reggono sino all'ultimo, ma solo perché si devono sposare». Analogo il giudizio del Corriere della sera, secondo cui Quarta pagina presenta «la sfilata di uno stravagante scampolo di umanità, la maggior parte delle volte alquanto discutibile», mentre secondo il futuro regista Giuseppe De Santis il film si abbandona «al pateticume ed alle languidezze della letteratura amena per ragazze (ed) ogni attore recita con evidente malavoglia e sfiducia».
In base ai soli dati disponibili. Quarta pagina registrò un incasso di circa 2.300.000 lire dell'epoca, lontano da quello che risulta, in base agli stessi dati, il film più visto (Harlem di Gallone, che avrebbe incassato oltre 10 milioni), ma comunque superiore a molti altri titoli del periodo.